# Persone di nome Phil
| Questa pagina contiene informazioni ricavate automaticamente dalle voci biografiche con l'ausilio del template Bio e di un bot. L'aggiornamento è periodico e automatico e ricostruisce completamente la pagina. Se manca una persona in questa lista, sei pregato di non aggiungerla, ma accertati piuttosto che la sua voce biografica contenga il template Bio e che i dati anagrafici siano correttamente compilati. Se il template Bio manca, inseriscilo tu stesso o, in alternativa, metti l'avviso {{tmp\|Bio}} che ne segnala la mancanza. Se i dati riportati sono sbagliati, correggi direttamente la voce biografica; le modifiche saranno visibili in questa lista entro pochi giorni. Per chiarimenti vedi il progetto antroponimi. La lista contiene solo le 83 persone che sono citate nell'enciclopedia e per le quali è stato implementato correttamente il template Bio. Pagina aggiornata al 6 mag 2025. |

Questa è una lista di persone presenti nell'enciclopedia che hanno il nome Phil, suddivise per attività principale.

## Animatori(2)
- Phil Nibbelink, animatore, regista e fumettista statunitense (Denver, n. 1955)
- Phil Roman, animatore e regista statunitense (Fresno, n. 1930)

## Archeologi(1)
- Phil Perkins, archeologo e etruscologo britannico (Londra, n. 1961)

## Artisti(1)
- Phil Hansen, artista statunitense (Benton City, n. 1979)

## Artisti marziali misti(1)
- Phil Davis, artista marziale misto statunitense (Harrisburg, n. 1984)

## Attori(8)
- Phil Brown, attore statunitense (Cambridge, n. 1916 - Woodland Hills, † 2006)
- Phil Fondacaro, attore statunitense (New Orleans, n. 1958)
- Phil Harris, attore, musicista e doppiatore statunitense (Linton, n. 1904 - Rancho Mirage, † 1995)
- Phil Hartman, attore, comico e doppiatore canadese (Brantford, n. 1948 - Los Angeles, † 1998)
- Phil Leeds, attore statunitense (New York, n. 1916 - Los Angeles, † 1998)
- Phil Proctor, attore e doppiatore statunitense (Goshen, n. 1940)
- Phil Silvers, attore, cantante e cabarettista statunitense (New York, n. 1911 - Los Angeles, † 1985)
- Phil Snyder, attore e doppiatore statunitense (Ellensburg, n. 1953)

## Autori di giochi(1)
- Phil Walker-Harding, autore di giochi australiano (Wollongong, n. 1981)

## Autori televisivi(1)
- Phil Ford, autore televisivo britannico (n. 1950)

## Bassisti(1)
- Phil Soussan, bassista, compositore e produttore discografico britannico (Londra, n. 1961)

## Batteristi(2)
- Phil Ehart, batterista e produttore discografico statunitense (Coffeyville, n. 1950)
- Phil Varone, batterista statunitense (Long Island, n. 1967)

## Calciatori(12)
- Phil Beal, ex calciatore inglese (Godstone, n. 1945)
- Phil Davis, calciatore inglese (Sheffield, n. 1944 - † 1997)
- Phil Evans, ex calciatore gallese (Cardiff, n. 1980)
- Phil Gray, ex calciatore nordirlandese (Belfast, n. 1968)
- Phil Harres, calciatore tedesco (Datteln, n. 2002)
- Phil Harrington, ex calciatore gallese (Bangor, n. 1963)
- Phil Jevons, ex calciatore e allenatore di calcio inglese (Liverpool, n. 1979)
- Phil Kelly, calciatore irlandese (Dublino, n. 1939 - Norwich, † 2012)
- Phil Neumann, calciatore tedesco (Recklinghausen, n. 1997)
- Phil Ofosu-Ayeh, calciatore tedesco (Moers, n. 1991)
- Phil Parkes, ex calciatore inglese (West Bromwich, n. 1947)
- Phil Warner, ex calciatore inglese (Southampton, n. 1979)

## Cantanti(2)
- Phil Chang, cantante, compositore e conduttore televisivo taiwanese (Taipei, n. 1967)
- Phil Lewis, cantante inglese (Londra, n. 1957)

## Cantautori(1)
- Phil Elverum, cantautore e produttore discografico statunitense (Anacortes, n. 1978)

## Cestisti(7)
- Phil Booth, cestista statunitense (Baltimora, n. 1995)
- Phil Ford, ex cestista e allenatore di pallacanestro statunitense (Rocky Mount, n. 1956)
- Phil Hankinson, cestista statunitense (Augusta, n. 1951 - Contea di Shelby, † 1996)
- Phil Krause, cestista e allenatore di pallacanestro statunitense (Chicago, n. 1911 - Chicago, † 1977)
- Phil Lumpkin, cestista e allenatore di pallacanestro statunitense (Dayton, n. 1951 - Seattle, † 2009)
- Phil Ohl, ex cestista e allenatore di pallacanestro canadese (Iserlohn, n. 1964)
- Phil Pressey, ex cestista e allenatore di pallacanestro statunitense (Dallas, n. 1991)

## Chitarristi(3)
- Phil Collen, chitarrista e compositore britannico (Hackney Central, n. 1957)
- Phil Demmel, chitarrista statunitense (n. 1967)
- Phil Miller, chitarrista, compositore e produttore discografico inglese (Barnet, n. 1949 - † 2017)

## Ciclisti su strada(2)
- Phil Bauhaus, ciclista su strada tedesco (Bocholt, n. 1994)
- Phil Bayton, ex ciclista su strada e pistard britannico (Dudley, n. 1950)

## Compositori(1)
- Phil Marshall, compositore statunitense

## Conduttori televisivi(1)
- Phil Keoghan, conduttore televisivo neozelandese (Christchurch, n. 1967)

## Fotografi(1)
- Phil Stern, fotografo statunitense (Filadelfia, n. 1919 - Barstow, † 2014)

## Fumettisti(2)
- Phil DeLara, fumettista e animatore statunitense (n. 1914 - † 1973)
- Phil Foglio, fumettista e disegnatore statunitense (Mount Vernon, n. 1956)

## Giocatori di football americano(4)
- Phil Armour, ex giocatore di football americano statunitense (Geneva, n. 1976)
- Phil Haynes, giocatore di football americano statunitense (Raleigh, n. 1995)
- Phil Hoskins, giocatore di football americano statunitense (Toledo, n. 1997)
- Phil Loadholt, ex giocatore di football americano statunitense (Honolulu, n. 1986)

## Giocatori di poker(2)
- Phil Galfond, giocatore di poker statunitense (North Potomac, n. 1985)
- Phil Ivey, giocatore di poker statunitense (Riverside, n. 1977)

## Hockeisti su ghiaccio(1)
- Phil Pietroniro, hockeista su ghiaccio canadese (Montréal, n. 1994)

## Imprenditori(1)
- Phil Seuling, imprenditore statunitense (Bensonhurst, n. 1934 - New York, † 1984)

## Mafiosi(1)
- Phil Leonetti, mafioso e collaboratore di giustizia statunitense (Filadelfia, n. 1953)

## Piloti motociclistici(1)
- Phil Giles, pilota motociclistico britannico (Leicester, n. 1975)

## Politici(1)
- Phil Hogan, politico irlandese (Kilkenny, n. 1960)

## Powerlifter(1)
- Phil Pfister, powerlifter e strongman statunitense (Charleston, n. 1970)

## Produttori discografici(1)
- Phil Thornalley, produttore discografico, bassista e cantante inglese (Worlington, n. 1960)

## Pugili(1)
- Phil Terranova, pugile statunitense (New York, n. 1919 - † 2000)

## Registi(6)
- Phil Griffin, regista statunitense
- Phil Joanou, regista e sceneggiatore statunitense (La Cañada Flintridge, n. 1961)
- Phil Jutzi, regista, direttore della fotografia e sceneggiatore tedesco (Altleiningen, n. 1896 - Neustadt an der Weinstrasse, † 1946)
- Phil Karlson, regista statunitense (Chicago, n. 1908 - Los Angeles, † 1985)
- Phil Alden Robinson, regista e sceneggiatore statunitense (Long Beach, n. 1950)
- Phil Rosen, regista e direttore della fotografia statunitense (Marienburg, n. 1888 - Hollywood, † 1951)

## Rugbisti a 15(1)
- Phil Bennett, rugbista a 15 britannico (Llanelli, n. 1948 - † 2022)

## Sassofonisti(2)
- Phil Urso, sassofonista e compositore statunitense (Jersey City, n. 1925 - Denver, † 2008)
- Phil Woods, sassofonista statunitense (Springfield, n. 1931 - East Stroudsburg, † 2015)

## Sceneggiatori(2)
- Phil Hay, sceneggiatore statunitense
- Phil Johnston, sceneggiatore e regista statunitense (Contea di Hennepin, n. 1971)

## Sciatori alpini(1)
- Phil Graves, ex sciatore alpino e sciatore di velocità canadese

## Scrittori(2)
- Phil Davis, scrittore, attore e regista britannico (Londra, n. 1953)
- Phil Klay, scrittore statunitense (Contea di Westchester, n. 1983)

## Surfisti(1)
- Phil Edwards, surfista statunitense (Oceanside, n. 1938)

## Tastieristi(1)
- Phil Lanzon, tastierista britannico (n. 1950)

## Wrestler(2)
- Phil Friedman, wrestler statunitense (Las Vegas)
- Phil Hickerson, ex wrestler statunitense (Jackson, Tennessee, n. 1946)

## Senza attività specificata(1)
- Phil Tippett, effettista e regista statunitense (Berkeley, n. 1951)